# Jefferson Hall
Jefferson Hall (Coventry, 6 de dezembro de 1977) é um ator britânico. Ele desempenhou os papéis de Hugh do Vale em Game of Thrones, Varg em Wizards vs Aliens no CBBC, Torstein em Vikings e Aaron Korey em Halloween. Ele foi creditado como Robert Hall em seus papéis anteriores. Em 2022, ele foi escalado como os gêmeos Jason Lannister e Tyland Lannister no spin-off de Game of Thrones, House of the Dragon.

## Carreira
Jefferson treinou no Royal Central School of Speech and Drama em Londres. Ele teve uma carreira variada na TV e no cinema.

## Filmografia

### Filmes
| Ano  | Título                       | Papel                                     | Nota                                    |
| ---- | ---------------------------- | ----------------------------------------- | --------------------------------------- |
| 2005 | Green Street                 | West Ham United F. C. Jogador Da Academia | Creditado como Robert Hall              |
| 2008 | The Disappeared              | Edward Bryant                             | Papel no filme de terror do Reino Unido |
| 2009 | Sherlock Holmes              | Jovem Guarda                              |                                         |
| 2011 | Powder                       | Guy                                       |                                         |
| 2011 | Meconium                     | Owain                                     | Curta-metragem                          |
| 2015 | Newcomer                     | Louis                                     |                                         |
| 2015 | Star Wars: The Force Awakens | Oficial De Primeira Ordem # 4             |                                         |
| 2018 | Halloween                    | Aaron Korey                               |                                         |
| 2020 | Tenet                        | Homem Bem Vestido                         |                                         |

### Televisão
| Ano       | Título                                      | Papel                              | Nota                                                      |
| --------- | ------------------------------------------- | ---------------------------------- | --------------------------------------------------------- |
| 2007      | Casualty                                    | Marcus Dunlop                      | Episódio:"The Personal Touch"; creditado como Robert Hall |
| 2007      | The Afternoon Play                          | Juliana                            | Episódio: "Come Fly with Me"; creditado como Robert Hall  |
| 2007      | Doctors                                     | Duncan Quigley                     | Episódio: "asas e agulhas"; creditado como Robert Hall    |
| 2007      | Clapham Junction                            | Mail Man                           | Telefilme do Channel 4                                    |
| 2008      | The Bill                                    | Jimmy Chadwick                     | Episódio: "The Hit"                                       |
| 2008      | Coming Up                                   | Vicente                            | Episódio (Temporada 3): "Emo"                             |
| 2008      | Clone                                       | Cara Loiro                         | Episódio:"Alive"                                          |
| 2009      | EMA                                         | Robert Martin                      | 3 episódios                                               |
| 2009      | Breaking the Mould: The Story of Penicillin | Albert Alexander                   | Filme para TV                                             |
| 2009      | Did: Dissociative Identity Disorder         | Homem                              | Curta-metragem para TV                                    |
| 2010      | Bloody Foreigners                           | John Kent                          | Episódio: "The Untold Battle of Britain"                  |
| 2011      | Doctors                                     | Nick Thorn                         | 2 episódios                                               |
| 2011      | Game of Thrones                             | Sir Hugh do Vale                   | 2 episódios                                               |
| 2012      | Holby City                                  | Sam Phillips                       | Episódio: "A Woman's Work"                                |
| 2012–2013 | Wizards vs Aliens                           | Varg                               | Temporadas 1-2                                            |
| 2013      | Two Doors Down                              | Henning                            | Apenas o piloto                                           |
| 2013–2015 | Vikings                                     | Torstein                           | 17 episódios (temporadas 1-3)                             |
| 2014      | Our World War                               | Fred Steele                        | Episódio "The First Day"                                  |
| 2016      | Beowulf: Return to the Shieldlands          | Jogan                              | Episódios 7-8                                             |
| 2016      | Barbarians Rising                           | Viriathus                          | Episódio:"Resistence"                                     |
| 2017      | Taboo                                       | Thorne Geary                       | 8 episódios                                               |
| 2018      | Silent Witness                              | Fergus Weir                        | 2 episódios                                               |
| 2020      | Devs                                        | Pete                               | Recorrente                                                |
| 2022      | House of the Dragon                         | Jason Lannister / Tyland Lannister | Elenco Principal                                          |